# (6025) Naotosato
(6025) Naotosato ist ein Asteroid des Hauptgürtels, der am 30. Dezember 1992 vom japanischen Astronomen Takeshi Urata am Nihondaira-Observatorium (IAU-Code 385) entdeckt wurde. Erste Sichtungen des Asteroiden hatte es vorher schon im September 1954 unter der vorläufigen Bezeichnung 1954 SG1 am Goethe-Link-Observatorium in Brooklyn gegeben.
Der Asteroid gehört zur Eos-Familie, einer Gruppe von Asteroiden, welche typischerweise große Halbachsen von 2,95 bis 3,1 AE aufweisen, nach innen begrenzt von der Kirkwoodlücke der 7:3-Resonanz mit Jupiter, sowie Bahnneigungen zwischen 8° und 12°. Die Gruppe ist nach dem Asteroiden (221) Eos benannt. Es wird vermutet, dass die Familie vor mehr als einer Milliarde Jahren durch eine Kollision entstanden ist.
(6025) Naotosato wurde am 2. Februar 1999 zu Ehren des japanischen Amateurastronomen Naoto Satō (* 1953) benannt.